# Nathanael West
Nathanael West (* 17. Oktober 1903 in New York City; † 22. Dezember 1940 in El Centro, Kalifornien; eigentlich Nathan Wallenstein Weinstein) war ein US-amerikanischer Schriftsteller. Er veröffentlichte nur vier kürzere Romane, die zu seiner Lebzeit recht erfolglos blieben. Erst seit den 1950er Jahren fanden sie den Beifall der Kritiker und wurden einer größeren Öffentlichkeit bekannt. Heute gilt er als einer der Klassiker der modernen amerikanischen Literatur und einer der Wegbereiter der Postmoderne.

## Leben

### Frühe Jahre
Nathan Wallenstein Weinstein wurde 1903 in New York geboren. Seine Eltern waren deutschsprachige Juden aus dem damals russisch beherrschten Litauen, die um 1890 nach Amerika ausgewandert waren. Sein Vater Max Weinstein hatte innerhalb kurzer Zeit ein florierendes Bau- und Immobilienunternehmen aufgebaut und es zu einigem Wohlstand gebracht, und so verbrachten West und seine Schwestern Laura und Hinda eine behütete Kindheit. Die Weinsteins legten bei der Erziehung Nathans und seiner Schwestern Hinda und Laura großen Wert auf Schulbildung, kaum jedoch auf Religion; so wurde Nathan zwar wohl rituell beschnitten, wurde aber nie Bar Mitzwa. Weil sie im zaristischen Russland Antisemitismus und Ausgrenzung ausgesetzt gewesen waren, erträumten sie für ihre Kinder eine völlige Integration in die amerikanische Gesellschaft. Im Sinn dieser angestrebten Assimilation schickten sie ihre drei Kinder auf öffentliche Schulen in Manhattan und begeisterten den jungen Nathan Weinstein für Baseball. Die Sommer seiner Jugend verbrachte er meist im Camp Paradox, einem Ferienlager für Kinder vermögender Eltern in den Adirondacks. Gleichwohl sahen sich die Weinsteins auch in Amerika als Teil des Bildungsbürgertums und gaben ihrem Sohn die europäischen Klassiker wie William Shakespeare, Charles Dickens, Henry James, Thomas Hardy, Gustave Flaubert, Anton Tschechow und Fjodor Michailowitsch Dostojewski zu lesen, von einigen dieser Autoren war er auch als erwachsener Schriftsteller noch beeinflusst.
Umso mehr enttäuschte es seine Eltern, dass sich Nathan zu einem bemerkenswert schlechten Schüler und notorischen Schwänzer entwickelte. Ab 1917 besuchte er die renommierte DeWitt Clinton High School, nahm allerdings nur unregelmäßig am Unterricht teil und verließ sie 1920 ohne Schulabschluss. Mit einem eigenhändig gefälschten Abschlusszeugnis schrieb er sich 1921 am Tufts College ein, wurde aber wegen seiner schlechten akademischen Leistungen und häufiger Fehlzeiten bereits nach einem Semester zwangsexmatrikuliert.  In dieser Notlage kam ihm der Zufall zu Hilfe: Am College studierte ein weiterer Nathan Weinstein, dessen Zeugnisse auf ungeklärtem Weg in die Hände seines Namensvetters gerieten. Mit den Unterlagen des anderen Nathan Weinstein immatrikulierte sich der spätere Nathanael West nicht nur erfolgreich an der Brown University, einer der ältesten und renommiertesten Hochschulen der USA, sondern sie ermöglichten es ihm auch, seine Seminare weitgehend auf die Geisteswissenschaften zu beschränken; die erforderlichen credits in den ungeliebten Naturwissenschaften hatte sein Namensvetter bereits erbracht.
In seiner Zeit auf der Brown University wandelte sich West zu einem wenn nicht vorbildlichen, so doch passablen Studenten. Die Zuwendungen seiner Eltern ermöglichten ihm ein angenehmes Leben. Er kultivierte einen Ruf als Campus-Dandy, kleidete sich in teure Brooks-Brothers-Anzüge und war häufiger Gast auf Tanzveranstaltungen. Auch den Frauen war er offenbar zugeneigt, allerdings hatte er sich schon vor seiner Immatrikulation die Gonorrhö zugezogen. Er las viel, insbesondere Werke der europäischen wie amerikanischen Avantgarde, und zeigte großes Interesse an recht abwegigen und grotesken Themen; so war er bewandert in der mystischen Literatur des Mittelalters und Spezialist für die Militärstrategien von der Antike bis zur Neuzeit. Bei aller Popularität litt er jedoch sehr darunter, dass ihm als Jude der Beitritt zu einer der vielen Studentenverbindungen verwehrt blieb, weshalb ihm seine jüdische Herkunft unangenehm wurde. So verschmähte er jüdische Frauen und nannte sie verächtlich bagels.

### Namensänderung
Sein kompliziertes Verhältnis zu seiner jüdischen Herkunft zeigt sich deutlich in seinem Unbehagen mit seinem Namen, der ihm zu eindeutig jüdisch erschien. Bereits bei seiner Immatrikulation am Tufts College hatte er seinen Namen als „Nathaniel Weinstein“ angegeben – ein klassischer Vorname der WASP-Elite Neuenglands. Während seiner Zeit an der Brown-Universität gab er seinen Kommilitonen oft diskret zu verstehen, er sei adligen Blutes, und nannte sich fortan „Nathanael von Wallenstein Weinstein“. Wallenstein war tatsächlich der Geburtsname seiner Mutter Anna, und in ihrer Familie wurde seit Generationen über eine mögliche Verwandtschaft mit dem Herzog von Friedland und Mecklenburg spekuliert; Nathanael galt als eine besonders distinguierte Schreibweise des Vornamens. Am 16. August 1926 änderte er seinen Namen dann amtlich zu Nathanael West. Über die Wahl des Nachnamens ist viel spekuliert worden. West selbst gab an, Horace Greeleys berühmter Empfehlung Go West, young man! gefolgt zu sein. Tatsächlich war wohl aber sein Cousin Sam Weinstein das Vorbild; er hatte den Namen „West“ schon einige Zeit im Geschäftsverkehr verwendet.

### Nach 1924: Als Schriftsteller und Drehbuchautor
Nach seinem Studium überredete er seine Eltern, ihm einen Parisaufenthalt zu finanzieren. Zu dieser Zeit zog es Tausende künstlerisch ambitionierte Amerikaner, die so genannte Lost Generation, nach Paris, um sich dort dem Leben der Bohème hinzugeben. Als West seine Reise antrat, war Paris allerdings bereits zu einem Ort des Massentourismus für amerikanische Intellektuelle geworden und er verbrachte nur knapp drei Monate in Frankreich. West, der von seinen Zeitgenossen und Biografen oftmals als notorischer Lügner und zwanghafter Rollenspieler beschrieben wurde, sollte in späteren Jahren oft behaupten, er habe dort ganze drei Jahre verbracht.
Nach seiner Rückkehr in die USA arbeitete West zeitweise als Hotelportier, während er gleichzeitig an seinem ersten Roman schrieb: The Dream Life of Balso Snell, der satirisch von der Suche eines jungen Mannes nach einem Lebenssinn erzählt, war bei seiner Veröffentlichung 1931 allerdings kein Erfolg und wird bis heute von den meisten Kritikern als Wests eindeutig schwächster Roman bezeichnet. West hatte bereits am College an ersten Ideen zu Balso Snell gearbeitet. Die Novelle Miss Lonelyhearts (1933) über einen Zeitungsredakteur, der unter dem Pseudonym „Miss Lonelyhearts“ seinen Lesern Lebensratschläge gibt, ist eine bittere Satire auf das Zeitungsgeschäft. Miss Lonelyhearts brachte West erstmals gute Kritiken ein, die Verkaufszahlen fielen allerdings nur mäßig aus. Mit seinem nächsten Roman Eine glatte Million (1934) persiflierte West die optimistischen Romane von Horatio Alger. Er hoffte mit dem schnell geschriebenen Buch einen Bestseller zu landen, die Verkaufszahlen blieben allerdings hinter den Erwartungen zurück und die Kritiken fielen nicht so gut wie bei Miss Lonelyhearts aus.
Um trotz des fehlenden Erfolges einen aufwendigen Lebensstil mit eleganter Kleidung führen zu können, begann West nach anderen Tätigkeiten Ausschau zu halten und wurde Drehbuchschreiber in Hollywood. Er arbeitete zunächst für Columbia Pictures, später auch für das Westernstudio Republic Pictures sowie RKO Radio Pictures. Die Arbeit an den Drehbüchern nahm West fast komplett in Anspruch, zugleich verdiente er mit zeitweise 350 US-Dollar das vielfache von dem, was er zuvor als Hotelportier bekommen hatte. Die Filme mit seiner Beteiligung sind heute weitestgehend vergessen, am bekanntesten ist noch Stranger on the Third Floor. Sein Leben in Hollywood verarbeitete er in dem Roman Tag der Heuschrecke, der sein umfangreichstes Werk darstellt und heute viel gelobt wird, damals allerdings nur mäßige Besprechungen erhielt und nur rund 1500 Exemplare in den ersten Monaten verkaufte. Er war mit Schriftstellern wie Dashiell Hammett oder William Carlos Williams befreundet; der Humorist S. J. Perelman war sein Schwager.
Im April 1940 heiratete er Eileen McKenney, die Schwester der Autorin Ruth McKenney, die diese in ihren Geschichten über „Meine Schwester Eileen“ verewigte. Nathanael West und Eileen McKenney starben am 22. Dezember 1940 in Kalifornien bei einem Autounfall, nur einen Tag nach dem Tod des befreundeten Schriftstellers F. Scott Fitzgerald.

## Schaffen
Nathanael West hat in seiner kurzen Schaffenszeit vier kleinere Romane beziehungsweise Novellen verfasst. War Wests Name zu seinen Lebzeiten einer breiten Öffentlichkeit praktisch unbekannt, wurde er ab den 1950er-Jahren wiederentdeckt und genießt heute ein großes Ansehen. In Deutschland sind seine Werke vergleichsweise unbekannt, wenngleich der Manesse Verlag Anfang der 2010er-Jahre die drei Hauptwerke von West (Miss Lonelyhearts, A Cool Million, The Day of the Locust) in Neuübersetzungen publizierte.
In Wests Werken herrscht eine Verlorenheit und Isolation des einzelnen Individuums in der Moderne des 20. Jahrhunderts vor, das vergeblich nach (spiritueller) Erlösung, langfristigem Glück oder beruflichen Erfolg sucht. Seine Romane thematisieren den öffentlichen Raum der USA und zeigen den negativen Einfluss, den Zynismus und die Falschheit von Zeitungen (Miss Lonelyhearts), politischen Kampagnen (Eine glatte Million) und der Filmindustrie (Der Tag der Heuschrecke). Die Figuren spüren eine Leere und Hoffnungslosigkeit und üben seelische wie körperliche Grausamkeiten gegen ihre Mitmenschen aus (und gelegentlich auch gegenüber Tieren wie beim Hahnenkampf in Day of the Locust). Politisch vertrat West eine sozialistische Haltung, er lehnte aber eindeutig ideologische Perspektiven ab und vertrat selten explizite politische Intentionen. In A Cool Million werden verschiedene politische Haltungen und Ideologien wie der American Dream, faschistische Bewegungen wie auch der Kommunismus aufs Korn genommen. Insgesamt ist Wests Werk von den Erfahrungen der Weltwirtschaftskrise und einer Sorge um deren menschliche Folgen bestimmt.
Für William Carlos Williams zeichnet sich Wests Prosa durch eine neue Sprachweise aus, die einerseits den Jargon der Journalisten aufgreife, die aber zugleich den „vollen Ausdruck seiner Empfindungen“ erlaube. Die „tote Atmosphäre“ von Miss Lonelyhearts spiegele das „unglaubliche tote Leben der Menschen“, die in diesem Jahrhundert zu Schurken geworden seien. Wests Erzähler schildern in einer lakonischen, bewusst oberflächlich und distanziert gehaltenen Sprache selbst tragischte und grausamste Vorkommnisse, nur gelegentlich schimmert Mitgefühl durch. 
Heute gilt The Day of the Locust vielen Kritikern als das beste Buch, das je über Hollywood geschrieben wurde. Die Story spielt während der Great Depression und beschreibt die Entfremdung und Verzweiflung einer inhomogenen Gruppe von Menschen, deren Träume von Erfolg gescheitert sind. Eine der Hauptpersonen im Roman heißt „Homer Simpson“. Auf ihn geht möglicherweise der Name der Hauptfigur aus der bekannten Zeichentrickserie Die Simpsons zurück. Daneben gilt vor allem Miss Lonelyhearts als herausragend, dieser Roman wurde von seinem Biografen James F. Light noch vor The Day of the Locust als sein perfektestes Werk bezeichnet. Der prominente Literaturkritiker Harold Bloom nannte Miss Lonelyhearts seinen persönlichen Lieblingsroman aus der literarischen Moderne und listete das Werk in seinem Kanon als eine der acht größten Errungenschaften der amerikanischen Kultur im 20. Jahrhundert.

## Verfilmungen
Advice to the Lovelorn (basierend auf Miss Lonelyhearts) mit Lee Tracy von Alfred L. Werker war 1933 die erste Verfilmung eines Werkes von West, diese ziemlich lose Verfilmung geriet allerdings weniger düster als Wests Roman. 1958 erschien die zweite Verfilmung Das Leben ist Lüge mit Montgomery Clift, die etwas werkgetreuer war. Zuletzt wurde Miss Lonelyhearts 1983 als Fernsehfilm mit Eric Roberts inszeniert.
Verfilmt wurde The Day of the Locust 1975; das Drehbuch schrieb Waldo Salt, Regie führte John Schlesinger. Die Rolle des Homer Simpson wurde von Donald Sutherland gespielt; weiter wirkten Karen Black, Burgess Meredith, William Atherton und Geraldine Page mit.

## Werke
- The Dream Life of Balso Snell. Contact editions, Paris / New York, NY 1931, OCLC 1737002.
- Miss Lonelyhearts. 1933; (= Reclams Universal-Bibliothek. Band 9275: Fremdsprachentexte), Reclam, Stuttgart 1991, ISBN 3-15-009275-2 (englisch).
  - Schreiben Sie Miss Lonelyhearts (übersetzt von Fritz Güttinger, mit einer Einführung von Alan Ross), Diogenes, Zürich 1961; ebd. als TB: 1987, ISBN 3-257-20058-7.
  - Miss Lonelyhearts : Roman (neu übersetzt und hrsg. von Dieter E. Zimmer), Manesse, Zürich 2012, ISBN 978-3-7175-2274-4.
- A Cool Million. 1934.
  - Eine glatte Million oder Die Demontage des Mister Lemuel Pitkin. Diogenes, Zürich 1972, ebd. als Taschenbuch 1987, ISBN 3-257-20249-0.
  - Neuauflage; aus dem Englischen neu übersetzt von Dieter E. Zimmer, Manesse, Zürich 2011, ISBN 978-3-7175-2232-4.
- The Day of the Locust. 1939, als Taschenbuch: Penguin, London 2006, ISBN 0-14-102365-1.
  - Tag der Heuschrecke. Übersetzt von Fritz Güttinger, Diogenes, Zürich 1964; ebd. als Taschenbuch 1997, ISBN 3-257-20059-5.
  - Neuausgabe als Der Tag der Heuschrecke. Neu übersetzt und hrsg. von Klaus Modick, Nachwort von Bernd Eilert, Manesse, Zürich 2013, ISBN 978-3-7175-2272-0.